# بهرام بیضایی
بهرام بیضایی (یا بیضائی، زادهٔ ۵ دیِ ۱۳۱۷) نویسنده و کارگردانِ ایرانیِ فیلم و نمایش است. از کارهای دیگرش می‌شود تدوین و تهیهٔ فیلم، شاعری، مقاله‌نویسی، ترجمهٔ چند نمایشنامه، پژوهشِ تاریخی و ادبی و استادی در دانشگاه را برشمرد. بیضایی از فیلم‌سازانِ صاحبِ سبک و معتبر و از نویسندگان و متفکّرانِ برجستهٔ نمایش و ادبیاتِ نوینِ فارسی به‌شمار می‌رود. بعضی از نمایشنامه‌هایش به زبان‌های دیگری ترجمه و در آسیا و اروپا و آمریکا و استرالیا چاپ و اجرا شده است. ده فیلمِ بلند و چهار فیلمِ کوتاه و کمابیش هفتاد کتاب و چهارده نمایش بر صحنه‌های شهرهای مختلفِ ایران و گاه غیر از ایران از سالِ ۱۳۴۱ به بعد بخشِ عمدهٔ کارنامهٔ هنریِ بیضایی را تشکیل می‌دهد. بسیاری از اهلِ نظر نمایشنامه و نمایش و فیلمِ مرگ یزدگرد را شاهکارِ او دانسته‌اند.
بیضایی در تهران در خانواده‌ای اهلِ فرهنگ و ادب به دنیا آمد. در کودکی اغلب از مدرسه به سینما می‌گریخت و فیلم تماشا می‌کرد. سالِ ۱۳۳۰، با خودکشیِ صادق هدایت، با کار و سرگذشتِ هدایت آشنا شد و از او تأثیر گرفت. سالیانی بعد از آن از دانشجوییِ ادبیاتِ فارسیِ دانشکدهٔ ادبیاتِ دانشگاهِ تهران کناره‌گرفت؛ ولی حاصلِ پژوهش‌هایش را به صورتِ کتابِ نمایش در ایران منتشر کرد، که یگانه تاریخنامهٔ مهمِّ نمایشِ ایرانی شد. هم‌زمان به نمایشنامه‌نویسی گرایید، آن هم با بهره گرفتن از شیوه‌های تعزیه که نیاکانش در آران برپا می‌کردند. بیشترِ نخستین نمایشنامه‌هایش – مانندِ پهلوان اکبر می‌میرد – با نمایشِ گروهِ هنرِ ملّی کامیابی یافت؛ هرچند گاهی چپی‌ها و گاهی راستی‌ها کارش را سخت نکوهیدند. سالِ ۱۳۴۴ با منیراعظم رامین‌فر ازدواج کرد. بیضایی در اوایلِ دههٔ ۱۳۴۰ «هم با» گروهِ طرفه «بود و هم نبود»، و از هنگامِ تشکیلِ کانونِ نویسندگانِ ایران از بنیان‌گذارانش و، از جمله به همین خاطر، دچارِ بدگمانیِ ساواک بود. او سالِ ۱۳۵۷ از کانون کناره‌گرفت. دههٔ ۱۳۵۰ را به استادی در دانشکدهٔ هنرهای زیبای دانشگاهِ تهران و نیز فیلم‌سازی گذرانید. سالِ ۱۳۵۸، پس از ده سالی که نمایشی اجرا نکرده بود، مرگ یزدگرد را بر صحنه برد؛ که در ۱۳۶۰، سالِ اخراجش این بار از کرسیِ استادیِ دانشگاهِ تهران، فیلم هم شد. پس از نمایشِ مرگ یزدگرد تا هجده سال امکانِ کارِ تئاتری نیافت؛ هرچند − «با تمام فشارها و سختی‌هائی که دولت برایش ایجاد می‌کرد» − توانست چند فیلم بسازد. سالِ ۱۳۷۱، که چند سالی از جدایی از همسرش می‌گذشت، با مژده شمسایی ازدواج کرد. از سالِ ۱۳۷۶ دوباره کارِ تئاتر دست داد و بیضایی به شوقِ نمایش از اقامتِ کوتاهش در استراسبورگ دست شست و تا ۱۳۸۶ به تفاریق توانست برای چند نمایش و فیلم و کتاب پروانه بگیرد؛ هرچند، گاه نمایشی از صحنه پایین کشیده شد، فیلمی گرفتارِ سانسور شد یا کتابی در محاقِ توقیف ماند. سالِ ۱۳۸۹ به استادیِ دانشگاهِ استنفورد به آمریکا رفت. این هجرت دیرانجام‌ترین اقامتِ بیضایی دور از ایران بوده. او در آمریکا نیز پرکار بوده و، غیر از تدریس، به نوشتن و نمایش پرداخته است.
بیضایی، با نویسندگانی چون اکبر رادی و فیلم‌سازانی چون ناصر تقوایی و دیگرانی، در دگرگونیِ نمایش و سینما در ایران نقشِ مهمّی داشته است. او بارها در رأی‌گیری از ناقدانِ سینماییِ ایران برترین کارگردانِ تاریخِ سینمای ایران شناخته شده. باشو، غریبه‌ی کوچک، که اغلب برترین فیلمِ تاریخِ سینمای ایران شناخته شده، و سگ‌کُشی، که پرفروش‌ترین فیلمِ سالِ ۱۳۸۰ ایران شد، دو تا از برجسته‌ترین فیلم‌های بیضایی است. بعضِ تاریخ‌نگارانِ سینما سرآغازِ کارِ فیلم‌سازانی از نسلِ بیضایی و بنیانگذارانِ دیگرِ کانونِ سینماگرانِ پیشرو را سرآغازِ فصلِ جدیدِ سینمای ایران دانسته‌اند که «موجِ نو» نامیده‌اند؛ و فیلم‌های دههٔ ۱۳۵۰ بیضایی مانندِ غریبه و مه و کلاغ را در این جریانِ سینمایی گنجانیده‌اند. در تئاتر نیز اغلب او را مهم‌ترین نمایشنامه‌نویسِ تاریخِ ادبیاتِ فارسی گفته‌اند که، با نمایشنامه‌هایی چون هشتمین سفر سندباد و ندبه و نمایش‌هایی چون مرگ یزدگرد و اَفرا، همراهِ چند هم‌روزگارش گونهٔ نمایشنامه را در زبانِ فارسی به «فرازهای در خورِ اعتنا» و نمایش را به پایه‌ای استوار رسانید تا روزگارِ زرّینِ دههٔ ۱۳۴۰ و ۱۳۵۰ در نمایشِ ایران به حصول پیوست. واروژ کریم مسیحی، رضا قاسمی، سوسن تسلیمی، پرویز شهبازی و شماری دیگر از سینماگران و اهلِ نمایش و هنرمندان و اندیشه‌وران از شاگردانِ بیضایی بوده‌اند. بیضایی فقط فیلم‌نامه‌های خود را به فیلم درآورده و – به استثنای بانو آئویی و با وجودِ میل به نمایشِ کارهایی از زآمی موتوکیو و اکبر رادی و ویلیام شکسپیر – همواره نمایشنامه‌های خود را به نمایش درآورده است. او تهیه‌کننده و تدوین‌گر و طرّاح و کارگردانِ بیشترِ کارهای نمایشیِ خود بوده است. تأثیرِ بیضایی را بر اندیشه و هنرِ آزاد در ایران چشمگیر شمرده و او را در زمانِ زندگیِ خودش «با فردوسی قیاس کرده‌اند یا . . . وارثِ فردوسی، یا فردوسیِ معاصر، خوانده‌اند.»

## زندگی و زمانه

### سال‌های آغازین: مدرسه، سینما،شاهنامه، دانشگاه، کار،تعزیه
زایش و نیاکان

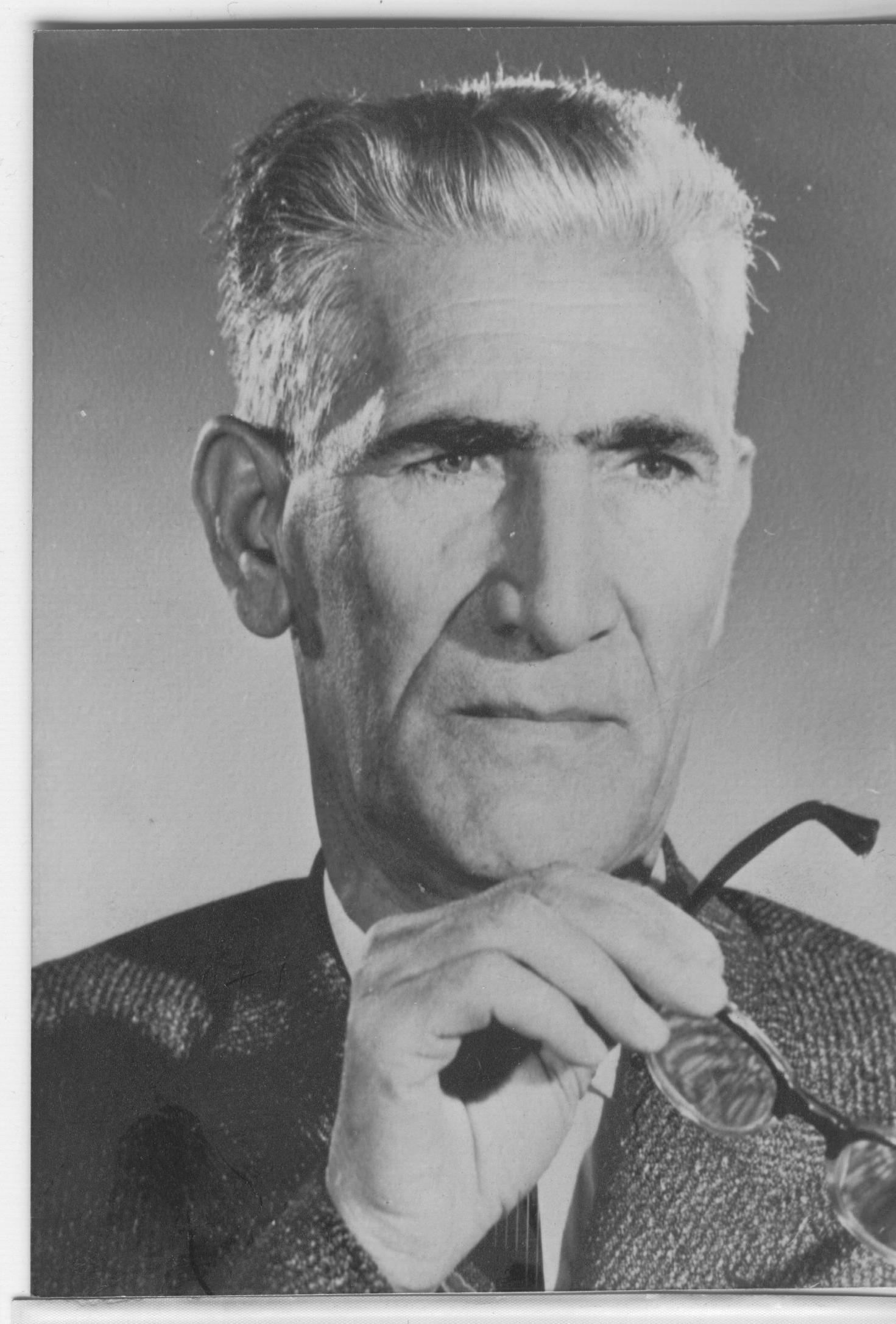
ذکائی بیضائی، پدرِ بهرام بیضائی
----
ذکاییِ تذکره‌نویس و شاعر، که از پیِ برادر، یعنی ادیب بیضایی، به بهائیت گرویده بود، در ۱۳۰۶ از آران یا کاشان به تهران کوچید و به خدمتِ دولتی در ادارهٔ ثبت اسناد مشغول شد. چندی بعد با شاگردِ خود، نیّره موافق، ازدواج کرد. بهرام دوّمین فرزندِ این زوج بود. ذکایی، که از نیمهٔ سالِ ۱۳۲۶ به دعوتِ محمّدتقی بهار در جلسه‌های هفتگیِ انجمنِ ادبیِ فرهنگستانِ ایران شرکت می‌جست، از ۱۳۳۰ انجمنِ ادبیِ طهران را بنیان نهاد، که دوشنبه‌ها در خانه‌اش جلسه داشت. داستانِ «نقاش» ِ بهرام بیضایی در نخستین جزوهٔ همین انجمن در زمستانِ ۱۳۳۷ منتشر شد.

بهرام بیضایی در ۵ دیِ ۱۳۱۷ در تهران زاده شد. مادرش نیّره موافق نام داشت و پدرش میرزا نعمت‌الله بیضائی آرانی، متخلّص به «ذکائی» و کوچک‌ترین برادرِ ادیب بیضائی، بود. نامِ «بیضایی» (یا «بیضائی») از تخلّصِ ادیب آمده:
| جهان نمی‌برد از یاد نام بیضائی |  | هنوز بوی محبّت ز بیستون آید |

که ذکایی نیز، همچو دیگر بازماندگان، با آغازِ صدورِ سجل همچون نامِ خانوادگی برگزید. در هنگامِ تولّدِ بهرام پنج سالی می‌شد که ادیب مرده بود، ولی اعمامِ دیگرش که شاعرپیشه بودند زنده بودند. مادرش آورده که هنگامی که او متولّد شد عموهایش از آران به تهران رفته بودند. یکی از ایشان چون نوزاد را در گهواره دیده گفته «بهرامْ پسر که زادهٔ شیر استی» و دیگری ادامه داده که «پیداست ز عارضش جهانگیر استی»!
بهرام بیضایی پدربزرگ و مادربزرگِ پدریِ خود را ندید، ولی پدربزرگ و مادربزرگِ مادریش در کودکیِ او زنده بودند و برش اثر گذاشتند. مادربزرگش برای او و خواهرِ یک سال بزرگ‌ترش قصّه می‌گفت، از جمله داستان‌های امیر ارسلان و سلطان مار. در کودکیِ این خواهر و برادر پدرشان به زندان افتاد و، تا محاکمه و تبرئه شود، سل گرفت. این دوره به تنگدستی و دشواری گذشت.
پیشینهٔ شاعری در خانوادهٔ بیضایی همچنین آمیخته به نمایش، چراکه از زمانِ ابن روح مردانِ این خانواده تعزیه‌گردان بودند. وطنِ پیشینیانِ خانوادهٔ بیضایی آرانِ کاشان است. میانِ پنج برادر و یک خواهر، ذکایی کوچک‌ترین و ادیب بیضایی بزرگ‌ترین فرزندانِ میرزا محمّدرضا، متخلّص به ابن روح (۱۲۸۸–۱۲۳۷)، و طیّبةالنسا خانم (از خانوادهٔ علمای آران؛ متوفّی به سالِ ۱۳۱۳) هستند؛ و ابن روح فرزندِ کوچک‌ترِ ملّا محمّد فقیه آرانی متخلّص به روح‌الأمین (زادهٔ حوالیِ ۱۱۸۸). شجرهٔ مختصرِ تبارِ این خانوادهٔ شاعرپیشه و تعزیه‌گردان – که از بیشترشان آثارِ منظوم و گاه منثور بر جاست – از این قرار است:
کودکی – از اشغالِ ایران تا سقوطِ دولتِ دوّمِ مصدّق

. . . در سالهای نوجوانی با چه پشتکاری و جویندگی بی‌مانندی با امکانات ناچیزی از این سینما به آن سینما می‌رفت و بسیاری از آثار کلاسیک سینمایی را بارها و بارها می‌دید و پلان به پلان در ذهن نگاه می‌داشت تا روزی فیلمساز شود.

داریوش آشوری، ۱۳۷۱
بهرام بیضایی در تهران از زادگاهِ پدرانش به دور بود و نیز از درس‌های قدیمه و تعزیه که در این خانواده ارثی به‌شمار می‌آمد. حوالیِ پایانِ جنگِ دوّمِ بین‌الملل نامش را در مدرسه نوشتند و با آموزشِ نوین پرورش یافت. در مدرسه شاگردِ زرنگی نبود؛ ولی گروهی از نویسندگان و هنرمندان و ادیبانِ آینده، از داریوش آشوری و عبدالمجید ارفعی و نادر ابراهیمی و نوذر پرنگ و بهرام بیضایی، با یکدیگر هم‌درس بودند. بیضایی نیز نویسندگی را از همین دوران آغاز کرد و نوشته‌های ماندگاری چون آرش را، با الهام از زبانِ شعرِ مهدی اخوان ثالث، در واکنش به «آرش کمانگیر» ِ سیاوش کسرایی پدیدآورد. با این که آموزشِ ادبی و مذهبی به شیوهٔ قدیم ندید، همواره در خانه شعر می‌شنید. سپس‌تر گفته «سخن ارث پدری من است.» در دورانِ مدرسه با اسماعیل نوری علا و داریوش آشوری و در اوانِ جوانی با م. آزاد و اکبر رادی و جلال آل احمد و محمّدعلی سپانلو و مهرداد صمدی دمخور بود. در دبیرستان‌های ابومسلم و دارالفنون درس خواند و در سال‌های آخر دو نمایشنامه با زبانِ تاریخی نوشت.
نخستین کارها – پژوهش و نمایشنامه و یک فیلم
بیضایی در سالِ ۱۳۳۸، پس از یک سال ماندن پشتِ کنکورِ دانشگاه و شاهنامه خواندن و با معافی از خدمتِ سربازیِ عمومی در قرعه‌کشی، دانشجوی ادبیاتِ فارسی دانشکدهٔ ادبیاتِ دانشگاهِ تهران شد و سرِ درسِ استادانی از جمله محمّد معین و پرویز ناتل خانلری هم نشست و از طرفی هم به استخدامِ ادارهٔ کلِّ ثبتِ اسناد و املاکِ دماوند درآمد. ولی نه درسش به جایی رسید و نه کارمندیش: «ادبیات، آن هم به امید اینکه در آن نمایشنامه‌نویسی درس بدهند، بعد وقتی دیدم خبری نیست، بیرون آمدم. در همان سال پشت دانشگاه یا شاید هم زودتر با آشنایی با اساطیر یونان و روم، که شجاع‌الدین شفا ترجمه کرده بود، برایم این سؤال پیش آمد که چرا اساطیر ما گردآوری و طبقه‌بندی نشده، و هیچ کار تاویلی و تحلیلی و معناشناسی روی آن انجام نشده.» با استادانِ دانشگاه (صادق کیا و لطفعلی صورتگر) نساخت و درس را ناتمام رها کرد و در دماوند بود که در روستای گیلیارد یک تعزیه دید و فکرش متوجّهِ شیوهٔ ایرانیِ نمایش شد و پژوهش‌هایش را آغاز کرد. همین اواخرِ دههٔ ۱۳۳۰ بود که با داریوش آشوری و جلال آل احمد و هوشنگ کاووسی و همایون کاتوزیان و سیروس طاهباز در جلسه‌های هنریِ هفتگی در خانهٔ خلیل ملکی شرکت می‌کرد.
بیضایی نوشتنِ نقد و پژوهش و مطالبِ پراکنده دربارهٔ نمایش و سینما در نشریاتِ علم و زندگی، هنر و سینما، آرش و غیر از این‌ها را از ۱۳۳۸ آغاز کرده بود. سالِ ۱۳۴۰ مقالاتی دربارهٔ موسیقیِ فیلم در مجلّهٔ موزیک ایران و سالِ ۱۳۴۱ پژوهش‌هایش در نمایشِ ایرانی را در مجلّه موسیقی منتشر کرد. همین سال به ادارهٔ هنرهای دراماتیک دعوت و منتقل شد. پیوستنش به گروهِ هنرِ ملّی نیز در همین اوان بود.

### «نقطه عطفی در تاریخ نمایشنامه‌نویسی و تآتر ایران»[۳۰]
. . . سه تا نمایشنامه‌نویسِ برجستهٔ ایرانی پیدا شدند: دکتر غلامحسین ساعدی، اکبر رادی، و بهرام بیضایی . . . تئاترِ اجتماعی رو مطرح کردند.

علی نصیریان، ۷ اسفندِ ۱۴۰۱
از میانه‌های دههٔ ۱۳۳۰ ظهورِ پارسی‌گویانِ جدیدی از رمان‌نویس و داستان‌نویس و پاورقی‌نویس و نمایشنامه‌نویس و شاعر و مترجم و مقاله‌نویس و محاجّه‌گر و روزنامه‌نگار و قوم‌نگار و فولکلورپژوه و کارشناس و مدیرِ آموزشی و آموزگار و وزیر و وکیل و واعظ و فقیه و حقوق‌دان و متألّه و اسلام‌شناس و شرق‌شناس و افسانه‌شناس و روان‌شناس و ناقد و مجلّه‌دار و اندیشمندِ اجتماعی و تاریخ‌نگار و آوازخوان و بازیگر و فیلم‌ساز و زبان‌شناس و دانشنامه‌نویس و فیلسوف و لغت‌نویس و ادبیات‌شناس و آنتولوژیست و کتاب‌شناس و منطقی و جغرافی‌دان خبر از دورهٔ نویی از ادبیات و هنر و اندیشه و سانسورِ سازمان‌یافته و فراموشیِ بی‌سامان در ایران می‌داد. پس از تجربه‌های نویسندگانی چون سیّد علی نصر و عبدالحسین نوشین و محمّد حجازی، و با گشایشِ نسبی در زندگیِ اقتصادیِ عامّه و ایجادِ تلویزیون و کوشش‌های ادارهٔ کلِّ هنرهای زیبای کشور و کمی دیرتر برگزاریِ جشنِ هنرِ شیراز، «فضای فرهنگی به یکباره تغییر کرد» و از اواخرِ این دهه نمایشنامه‌نویسانی چون علی نصیریان و بیژن مفید و اکبر رادی و غلامحسین ساعدی و محسن یلفانی و بهمن فرسی و خجسته کیا و دیگرانی راه‌هایی نو در نمایشنامهٔ فارسی آزمودند و «بعد از دهه‌ی بیست درخشان‌ترین دوره‌ی نمایش ایران» را آغاز کردند؛ و بیضایی نیز از این نسل به‌شمار می‌آید. او از سالِ ۱۳۴۰ به‌طورِ جدّی به نوشتنِ نمایشنامه پرداخت. سالِ ۱۳۴۱ عروسک‌ها و غروب در دیاری غریب را نوشت، و سالِ ۱۳۴۲ قصّه‌ی ماه پنهان را به این دو افزود و هر سه را یکجا به صورتِ کتابِ سه نمایشنامه‌ی عروسکی منتشر کرد. در ۱۳۴۱ با یک دوربینِ عاریتی یک فیلمِ هشت‌میلیمتریِ چهاردقیقه‌ایِ سیاه‌وسفید ساخت و به دوستانش نشان داد. این فیلم باقی نمانده است. از این زمان تا ۱۳۴۹ فیلم‌سازی میسّرش نشد و به نمایشنامه‌نویسی و، هر وقت شد، کارگردانیِ نمایش در گروهِ هنرِ ملّی پرداخت: سال‌های شکوفایی.
در ۵ تیرِ ۱۳۴۲ جعفر والی نخستین بار نمایشنامه‌ای از بیضایی را در تلویزیون نمایش داد؛ و این همانا مترسکها در شب (۱۳۴۱) بود که بیضایی از کارهای خامِ خود شمرده و از تجدیدِ چاپش خودداری کرده است. در تابستانِ همین سال، امّا، یکی از پرآوازه‌ترین نمایشنامه‌هایش را نوشت، که پهلوان اکبر می‌میرد باشد. این کار تا پاییزِ ۱۳۴۴ به نمایش درنیامد؛ و این زمانی بود که گروهِ هنرِ ملّی از نمایشِ غروب در دیاری غریب و قصّه‌ی ماه پنهان در پاریس بازگشته بود، و در تدارکِ جشنوارهٔ نمایش‌های ایرانی برای گشایشِ تالارِ ۲۵ شهریور پهلوان اکبر می‌میرد را برای نمایش برگزیده بود. در این میان بیضایی در سالِ ۱۳۴۳ هشتمین سفر سندباد را نیز نوشته بود، ولی منتشر نکرده بود مگر به صورتِ شصت نسخهٔ پلی‌کپی.

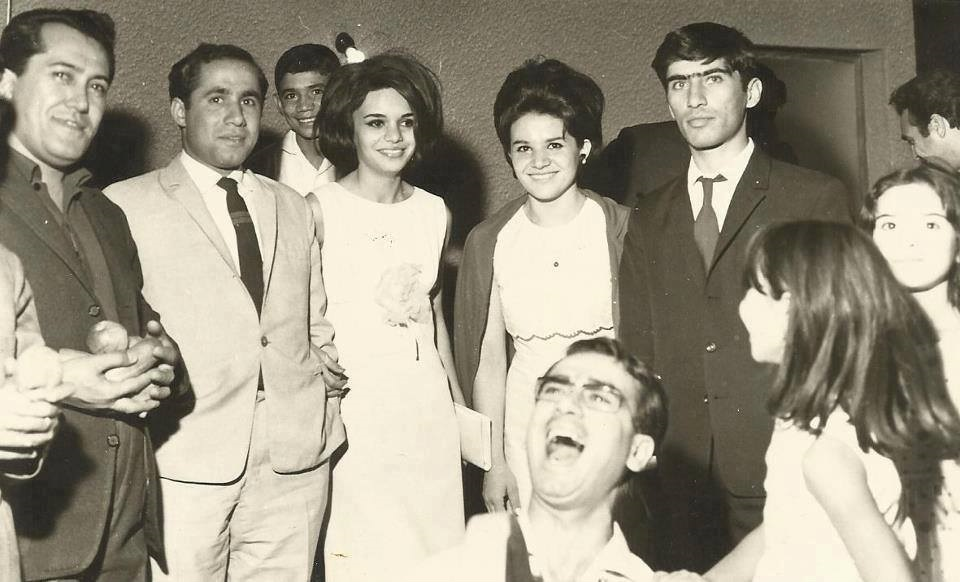
بیضایی در عروسی با منیراعظم رامین‌فر، سالِ ۱۳۴۴. پرویز فنّی‌زاده و پروین و پرویز صیّاد و احمد ابراهیمی نیز در عکس پیدا هستند.

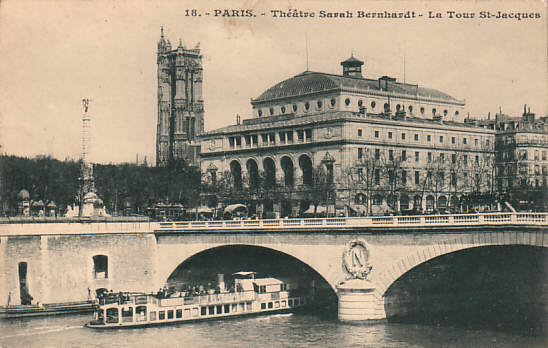
در فستیوالِ ۱۹۶۵ تئاترِ ملل در تماشاخانهٔ شهر − سارا برناردِ پاریس دو نمایشِ فرانکو زفیرلّی (نسخهٔ نمایشیِ «ماده‌گرگ» ِ جووانی ورگا و نسخهٔ ایتالیاییِ ژراردو گرییِری از رومئو و ژولیت) بیش از کارهای گروهِ هنرِ ملّی (آلونک، نوشتهٔ کورس سلحشور، و غروب در دیاری غریب و قصّه‌ی ماه پنهان) پسندیده شد. با این همه، ژان-ژاک گوتیه تک‌پرده‌ای‌های بیضایی را ستود.

کامیابیِ پهلوان اکبر می‌میرد در جشنوارهٔ مهرِ ۱۳۴۴ و اجرای عمومیِ دی و بهمن چشمگیر بود – شاه نیز شبی به تماشای این نمایش به تالارِ ۲۵ شهریور رفت – و بیضایی را همچون نمایشنامه‌نویسی پیشرو تثبیت کرد. او، که هنوز امکانِ کارِ سینمایی نیافته بود، اینک در نمایشنامه‌نویسی پایگاهی بلند داشت.
همین سالِ ۱۳۴۴، پیش از نمایشِ پهلوان اکبر می‌میرد، در جریانِ نمایش‌های گروهِ هنرِ ملّی در آبادان، بیضایی با منیراعظم رامین‌فر، خواهرزادهٔ عبّاس جوانمرد و سپس‌تر از کارکنانِ انتشاراتِ دماوند، ازدواج کرد؛ که حاصلش سه فرزند به نام‌های نیلوفر (۱۳۴۵) و ارژنگ (۱۳۴۶، مرده در صدروزگی) و نگار (۱۳۵۱) بود. نمایشنامهٔ دنیای مطبوعاتی آقای اسراری نیز کارِ همین سال است.
سالِ ۱۳۴۵ بیضایی نخستین بار کارگردانی را تجربه کرد: قصد داشت از پشت شیشه‌های اکبر رادی را بر صحنه برد، که نشد؛ و اواخرِ اسفند نسخه‌ای از عروسک‌ها را برای تلویزیون کارگردانی کرد که نخستین بار در فروردینِ سالِ بعد پخش شد.
در سالِ ۱۳۴۶، که پخشِ تلویزیونیِ عروسک‌ها نویدِ کارهای بیشتری در تلویزیون می‌داد، دو طرحِ فیلمِ بیضایی در تلویزیونِ ملّیِ ایران گم شد و بدین ترتیب عروسک‌ها شد نخستین و واپسین کارِ تلویزیونی بیضایی. با این همه، بهارِ این سال دو نمایشنامهٔ تک‌پرده‌ایِ ضیافت و میراث را نوشت، که در پاییز با هم در تالارِ ۲۵ شهریور به نمایش درآورد. این نخستین نمایشِ زنده‌ای بود که بیضایی کارگردانی می‌کرد. همین سال چهار صندوق را نیز نوشت و در زمستان در نخستین شمارهٔ دفترهای زمانه منتشر کرد.
بیضایی یکی از چهل‌ونه پایه‌گذارِ کانونِ نویسندگانِ ایران در سالِ ۱۳۴۷ بود. او با هشت نویسندهٔ دیگر بانیِ هیئتِ مؤسّسِ کانون شد و سپس عضوِ علی‌البدلِ هیئتِ دبیرانش. همین سال چند ماه به اصفهان منتقل و همنشینِ بعضِ اعضای حلقهٔ جُنگِ اصفهان شد. از سالِ ۱۳۴۸ نیز به دعوتِ دانشکدهٔ هنرهای زیبای دانشگاهِ تهران به تدریس پرداخت. در اواخرِ دههٔ ۱۳۴۰ گروهِ دوّمِ هنرِ ملّی تشکیل شد و در چند سالی که بود سرپرستیش با بیضایی بود.
سالِ ۱۳۴۹ کانونِ پرورشِ فکریِ کودکان و نوجوانان سبب شد تا بیضایی دو کارِ نکرده را نخستین بار بیازماید: داستان نوشتن برای کودکان و فیلم‌سازی. حقیقت و مرد دانا را به خواهشِ فیروز شیروانلو نوشت؛ و این نخستین و واپسین آزمونش در این کار بود؛ ولی فیلم‌سازی همان بویه‌ای بود که از نوجوانی در پی‌اش بود و یک بار هم به‌طوری محدود با یک دوربینِ ساده دست داده بود، ولی این بار می‌توانست فیلمی برای نمایش روی پردهٔ بزرگ بسازد. حاصلِ کار عمو سیبیلو شد، که راهی بود برای آن که بیضایی سرانجام بتواند کارِ سینمایی کند. فیلم‌سازی جدّی‌ترش از دههٔ ۱۳۵۰ مقدور شد.

### دههٔ انقلاب: «دورانِ طلاییِ دانشکدهٔ هنرهای زیبا» و سینمای حرفه‌ای

طرحِ چهرهٔ بیضاییِ جوان، کارِ اردشیر محصّص، در مجموعهٔ خصوصیِ پوران صلح کل

پس از ساختِ فیلمِ کوتاهِ عمو سیبیلو در سالِ ۱۳۴۹، نخستین فیلمِ بلندش را در سالِ ۱۳۵۰ ساخت: رگبار. فیلم‌نامهٔ کاملی در دست نبود، ولی این یگانه داستانی بود که کسی حاضر می‌شد پشتیبانِ ساختش باشد. در واقع بیضایی در دههٔ ۱۳۵۰ پیش از همه در پیِ ساختنِ عیّار تنها بود، که دست نداد. باربد طاهریِ تهیه‌کننده هزینه‌های رگبار را بهنگام تأمین نمی‌کرد و بیضایی از پدرش پول قرض کرد تا فیلم را به انجام برساند. رگبار در جشنوارهٔ فیلمِ سپاسِ سالِ ۱۳۵۲ بهترین فیلم شناخته شد و پس از جشنواره صدهزار تومان از دفترِ مخصوصِ فرح پهلوی به تهیه‌کننده‌اش رسید، ولی هنگامی که طاهری به خاطرِ بدهی به زندان افتاد، روزنامه‌ها شهرت دادند که «تهیه‌کنندهٔ رگبار» ورشکسته شده. این مسئله موجبِ بدنامیِ بیضایی همچون فیلم‌سازی شد که فیلم‌هایش کم‌فروش و زیان‌ده است؛ و سایهٔ این بدنامی تا سی سال بر سرش ماند، تا هنگامی که سگ‌کُشی رکوردِ فروشِ سالِ ۱۳۸۰ را شکست.
تیر ماهِ سالِ ۱۳۵۲، در واکنش به سینمای عامّه‌پسندِ ایران («فیلمفارسی»)، بیضایی با بیش از ده سینماگرِ دیگر از سندیکایِ هنرمندانِ فیلمِ ایرانی استعفا داد؛ و این گروه کانونِ سینماگرانِ پیشرو را تشکیل داد. بیضایی، که در مصاحبهٔ مطبوعاتیِ ۱۸ تیرِ گروه در هتل تهران پالاس − «به دلیل گرفتاری‌های شخصی» − غایب بود، شد عضوِ علی‌البدلِ هیئتِ مدیره. ولی سالِ بعد از کانونِ سینماگرانِ پیشرو نیز کناره‌گرفت.

. . . استاد تئاتر شرق بود. . . . اولین باری که بیضائی را سر کلاس دیدیم یک شلوار جین تنش بود با یک تی‌شرت معمولی! پشت میز هم ننشست، بلکه نشست روی آن. . . . فکر می‌کنم ۳۲ سالش بود. . . .

سوسن تسلیمی، حدودِ ۲۰۱۰ میلادی

ما در عصر غول‌ها درس خواندیم.

رضا فیّاضی، ۱۴۰۲
بیضایی در سالِ ۱۳۵۲ از ادارهٔ برنامه‌های تئاتر (که پیش‌تر «ادارهٔ هنرهای دراماتیک» نام داشت) به دانشگاهِ تهران، که از سالِ ۱۳۴۸ درش درس می‌داد، منتقل و استادیارِ تمام‌وقتِ نمایش در دانشکدهٔ هنرهای زیبا و اندکی بعد مدیرِ دپارتمانِ هنرهای نمایشی شد. پیشرفتِ چشمگیرِ نمایشِ دانشگاهی در همین اوان آغاز شده بود: گروه‌های دانشجویی مثلِ گروهِ تئاترِ پیاده نمایش می‌دادند و گروه‌های خارجی هم به دانشگاه رفت‌وآمد داشتند. بیضایی در دانشگاه بیشتر نمایشِ مشرق‌زمین درس می‌داد. به جز استادانی چون پرویز ممنون و حمید سمندریان که هم‌زمان با خودش یا از پیش‌تر در دانشگاه بودند، بیضایی اکبر رادی و هوشنگ گلشیری و احمد اشرف و داریوش آشوری و محمّد کوثر و حسینعلی طباطبایی و شمیم بهار و حسین پرورش و شاهرخ مسکوب و گلی ترقّی و غفّار حسینی و پرتو نوری علاء و آربی اوانسیان و مهرداد بهار و چند تن دیگر را به کار گرفت و نسلی از هنرمندانِ ایران در «دوران طلایی دانشکدهٔ هنرهای زیبا» تربیت شد. غیر از مستمعانِ آزادِ درس‌هایش (مثلاً فاطمه معتمد آریا و کامبوزیا پرتوی)، از شاگردانش در دانشگاه می‌شود عزّت‌الله انتظامی و جمشید لایق و هادی مرزبان و سوسن تسلیمی و احمد آقالو و گلچهره سجّادیه و امین تارخ و مسعود کرامتی و محمود بهروزیان و فریماه فرجامی و داوود فتحعلی‌بیگی و اصغر همّت و رضا کیانیان و صدیق تعریف و کیهان رهگذار و سهیلا نجم و جمشید گرگین و رضا فیّاضی و مجید قنّاد و رضا بابک و علیرضا مجلّل و رضا قاسمی و یاسمن آرامی و حمید حمزه و آرمان امید و قطب‌الدّین صادقی و حمید احیاء و سهیل پارسا و پرویز پورحسینی و علی عمرانی و علاءالدّین رحیمی و قاضی ربیحاوی و آتیلا پسیانی را نام برد. بهروز غریب‌پور یاد کرده که در سالِ ۱۳۵۲ بیضایی هزینهٔ جشنی یک‌هفته‌ای در دانشگاهِ تهران دربارهٔ خیمه‌شب‌بازی را از حسابِ شخصیِ خود پرداخت. بیرون از دانشگاهِ تهران نیز شاگردانِ فراوانی نزدِ بیضایی آموزش دیدند. منوچهر آذری و علی ژکان و سعید تشکّری و حمید امجد و آذردخت بهرامی و محمّدرضا زائری و نادر سلیمانی و امیرحسین مدرّس و متین نصیری‌ها از این جمله‌اند. بعضی از این شاگردان در نمایشِ آثارِ بیضایی با همکاریِ خودش یا جداگانه کوشش‌ها کردند؛ مثلاً نمایشِ آهو از روی نوشتهٔ بیضایی در تالارِ مولوی در ۱۳۵۸ به کارگردانیِ حمید حمزه معروف است.
در میانه‌های همین دهه بود که به دعوتِ مرکزِ فرهنگِ مردم درس‌هایی در فرهنگِ عامّه نیز برگزار کرد.
«در موقعیت تئاتر و سینما»
۲۰ مهرِ ۱۳۵۶، در شبِ سوّمِ «شبهای نویسندگان و شاعران ایران»، بیضایی در حضورِ حدودِ هشت‌هزار نفر در باغِ انجمنِ روابطِ فرهنگیِ ایران و آلمان در تهران به ارتجال سخن راند. متنِ ویراستهٔ سخنانش در کتابِ ده شب (۱۳۵۷) چاپ شد و به نامِ «در موقعیت تئاتر و سینما» نامور شد. او پس از شِکوه از سانسورِ دولتی، از فشارِ سانسورِ اجتماعی سخن گفت؛ و از این حیث سخنانش با سخنرانانِ دیگر تفاوت‌های بنیادین داشت. در پایانِ سخن چنین گفت:
| « | احتمالاً این درست نیست که ما بخواهیم که یک نویسنده اون چیزی رو بگه که ما می‌خواستیم. اون کافی نیست. نویسنده باید یک چیزی بیشتر از اون رو بگه که ما می‌خواستیم. اون باید یه چیزهایی رو بگه که ما نمی‌دونیم می‌خوایم. خب، در این صورت من فکر می‌کنم که به این نوع طرز فکر متعلّقم. فکر می‌کنم اگر این شستشو می‌بایست در فضا اتّفاق بیفته یک مقدار هم باید در ما اتّفاق بیفته. ما باید این احساس رو بکنیم که کلمات، معیارها، اصطلاحاتی که به کار می‌بریم به خصوص کمی فرسوده شدند از وقتی همه به کار بردن. کلمه‌ای که از دستگاه دولتی تا روشنفکر معاصر همه به کار می‌برند به من حق بدید که نسبت به اون کلمه‌ها یک‌کمی مشکوک باشم. اگر قرار است که دستگاه‌های دولتی هم مسئولیت بگه و ما هم بگیم، من یک‌کمی به اون مسئولیت مشکوکم. اگر قراره که او هم راجع به آزادی صحبت بکنه و ما هم، من یک‌کمی راجع به این آزادی، مشکوکم. متشکّرم. | » |

این سالی بود که نمایشِ ندبه مجالِ اجرا نیافت و فیلمِ کلاغ ساخته شد؛ که سالِ بعد به آتش‌سوزیِ سینماها خورد و کم دیده شد. چریکه‌ی تارا (۱۳۵۷) فیلمِ بعدی بود که در ایران به نمایشِ عمومی درنیامد، ولی در بخشِ نوعی نگاهِ جشنوارهٔ فیلمِ کنِ ۱۹۸۰ چرا.
بیضایی در سالِ پیروزیِ انقلاب، ۱۳۵۷، از کانونِ نویسندگان کناره‌گرفت. پس از سقوطِ پهلوی روح‌الله خمینی، و به پیروی از او اغلبِ انقلابیان نیز، دیگر با تئاتر و سینما مخالفتِ اساسی نکردند: انجمنِ مشورتیِ تئاتر در اردیبهشتِ ۱۳۵۸ با شرکتِ بیضایی تشکیل شد. فتحِ اسلامیِ ایران هم شد زمینه و موضوعِ نمایشِ بعدیِ بیضایی، یعنی مرگ یزدگرد، که در پاییزِ ۱۳۵۸ در تهران بر صحنه رفت. سالِ ۱۳۶۰ بیضایی از این نمایشنامهٔ، به قولِ محمّد حقوقی، «ارجمند» فیلمی هم ساخت که توقیف شد.

### پس ازمرگ یزدگرد: فیلم‌سازی در سال‌هایجنگو سفرِ نافرجام
در انقلابِ فرهنگیِ ایران در سالِ ۱۳۶۰ بیضایی، پس از بیست سال کارِ دولتی، از دانشگاهِ تهران اخراج شد. در توضیحِ چگونگیِ خرابیِ کارِ دانشکدهٔ هنرهای زیبای دانشگاهِ تهران پس از انقلابِ ۱۳۵۷ هوشنگ گلشیری و حمید سمندریان رفتنِ بیضایی را علّتی اساسی می‌دانستند. در همین دوره بود که دخترش، نیلوفر، درگیریِ سیاسی پیدا کرد و به همین خاطر ایران را، به مقصدِ آلمان، ترک کرد: نخستین عضو از خانواده‌ای که در سال‌های ۱۳۶۴ تا ۱۳۶۶ به اروپا کوچید و بهرام بیضایی را تنها گذاشت. در سالِ ۱۳۶۵، که پدرش مرد، فیلم‌نامهٔ دیباچه‌ی نوین شاهنامه را نگاشت. ذکایی بدونِ سنگِ قبر در لعنت‌آباد به خاک سپرده شد.
پس از فیلمِ مرگ یزدگرد بیضایی باشو، غریبه‌ی کوچک و شاید وقتی دیگر را ساخت. امکانِ فیلم کردنِ فیلم‌نامهٔ روز واقعه فراهم نشد و سپس‌تر با کارگردانیِ دیگری به همین نام فیلم شد.
میانِ رفتن و ماندن – درنگی در سوئد
سالِ ۱۳۶۷ بیضایی داراییش را به تدریج در تهران فروخت و در پیِ خانواده به آلمان رفت. آنجا ویزای سوئد گرفت تا به همسر و دخترِ دوّمش و سوسن تسلیمی و دخترش بپیوندد. در زمستانِ سردِ شمالی، چون که در دانمارک از قطار پیاده شده بود، ناگزیر تا مرزِ سوئد پیاده رفت؛ و در مقصد از کمردرد بستری شد. دو فیلم‌نامهٔ آقای لیر و برگی گم‌شده از اوراق هویت یک هموطن آینده و نیز نمایشنامهٔ جنگنامه‌ی غلامان کارِ این دورهٔ دوری از ایران است. طومار شیخ شرزین را هم، که سالِ ۱۳۶۵ نوشته بود، در این زمان در استکهلم منتشر کرد. علیرضا مجلل اشاره کرده که بیضایی در سوئد هرچه پیگیر ساخت فیلم سینمایی شد علیرغم سوابق جشنواره‌ای و بین‌المللی‌اش مورد حمایت آن کشور قرار نگرفت و نهایتاً یکی از کارهایش را به عنوان یک کار نیمه‌بلند چهل‌وپنج‌دقیقه‌ای تصویب کردند که بیضایی شخصاً آن را دنبال نکرد. او سرانجام از این مهاجرت پشیمان شد و سالِ بعد به تهران بازگشت؛ و چون به فرودگاهِ مهرآباد رسید، حتّی پولِ کرایه نداشت که به خانهٔ پدری برود!
در همین اوان بود که، به خاطرِ ناهماهنگیِ زندگیِ کاریش با زندگیِ خانوادگیش، از منیراعظم رامین‌فر جدا شد. در فیلمِ مستندِ عیّارِ تنها از عشق به هر دو همسرش سخن گفته و تأکید کرده که دلیل جدایی از همسر اول این بود که او نمی‌خواست بیضایی در سینما و تئاتر کار کند.

### از پایانِجنگتا تجدیدِ حیاتِ تکنوکراسی:مسافرانو ترکِ دوبارهٔ ایران
سالِ ۱۳۶۸ بیضایی به ایران برگشت و مسافران را از روی پیش‌نویسی از سالِ ۱۳۵۴ نوشت و در دو سالِ بعدی ساخت. در اواخرِ دههٔ ۱۳۶۰ در خانهٔ روشنک داریوش با شهلا لاهیجی آشنا شد و بدین واسطه انتشاراتِ روشنگران و مطالعات زنان شد ناشرِ تقریباً همهٔ کتاب‌هایش. سالِ ۱۳۷۱ با مژده شمسایی ازدواج کرد؛ که فرزندِ آخرش، نیاسان، را در ۱۳۷۴ زاد. بخشی از سالِ پیش از آن، ۱۳۷۳، را به سفرهایی در آمریکا سپری کرد و طرب‌نامه را نوشت. مدیا کاشیگر در این سال به سفرهای هواییِ «روشنفکر امروزی» طعنه زد و آن را نشانِ سرگشتگی گرفت.
میانِ ماندن و رفتن – استراسبورگ
ساختِ چه کسی رئیس را کشت؟ ممکن نشد و سالِ ۱۳۷۵ بیضایی به دعوتِ پارلمانِ بین‌المللیِ نویسندگان در استراسبورگ اقامت نمود.

### بازگشت به ایران دردولتِ خاتمی:سگ‌کُشیپس از دَه سال
با گشایشِ فضای سیاسی و فرهنگی در سرآغازِ ریاستِ جمهوریِ سیّد محمّد خاتمی در سالِ ۱۳۷۶، بیضایی به ایران بازگشت و پس از هجده سال دوری از صحنه، هنگامی که در ایران، به قولِ آیدین آغداشلو، «تئاتر به کلی از رمق افتاد»، نمایشِ بانو آئویی نوشتهٔ میشیما یوکیو و نیز کارنامه‌ی بُندارِ بیدَخش را هم‌زمان در سالنِ چهارسو و سالنِ قشقاییِ تئاترِ شهرِ تهران نمایش داد. او پس از نمایشِ مرگ یزدگرد در پاییزِ ۱۳۵۸ تا نزدیکِ دو دهه بعد نتوانسته بود نمایشی بر صحنه برد − چنان‌که در این میانه بعضی دوستدارانِ تئاترِ بیضایی چون بزرگ علوی و محمّد حقوقی و بهزاد عشقی افسوس می‌خوردند که او به سینما روی آورده است.
ولی بیضایی تئاتر را رها نکرده بود: سالِ ۱۳۷۷ نمایشنامهٔ مجلس قربانی سِنِمّار را نوشت، که هرگز مجالِ اجرایش را نیافت. سپس فیلم‌نامهٔ گفتگو با باد را نوشت و همین سال همچون بخشی از قصّه‌های کیش ساختش.
اواخرِ دههٔ ۱۳۷۰ الزامِ دریافتِ پروانهٔ فیلم‌نامه از وزارتِ فرهنگ و ارشادِ اسلامی پیش از ساختِ فیلم منتفی شد و، بدین ترتیب، در سالِ ۱۳۷۸ ساختنِ سگ‌کُشی آغاز شد. سالِ بعد فیلم کامل شد و به نوزدهمین دورهٔ جشنوارهٔ فیلم فجر رسید و فیلمِ برگزیدهٔ تماشاکنان شد و جایزه‌های دیگری برای فیلم‌نامه و بازیگری و فیلم‌برداری و طرّاحیِ صحنه و لباس گرفت. همین سال، یعنی ۱۳۷۹، بود که بیضایی نمایشنامهٔ مَجلس ضَربت زدن را نیز نوشت؛ ولی هرگز نتوانست بر صحنه برد.
بیضایی در پایانِ سالِ ۱۳۷۹ یک ماه به ژاپن رفت و چهارشنبه‌سوریِ تودای‌جی را مشاهده کرد. در بازگشت درگیرِ مسائلی شد که برای سگ‌کُشی پیش آمده بود: «در غیاب او شریک مالی کوشیده بود با قراردادهایی «سگ‌کشی» را از دست او خارج کند و بیضایی را وادارد که پنجاه دقیقه از فیلم را حذف کند.» بیضایی زیرِ بار نرفت، ولی فیلم هم به ترتیبِ دلخواه به نمایش‌های خارجی نرسید. با این همه، نسخهٔ کاملش در ایران به نمایش درآمد و قبولِ فراوان یافت و پرفروش‌ترین فیلمِ سالِ ۱۳۸۰ شد. در ماهِ آبان مادرش، نیّره موافق، بمرد و نزدیکِ ذکایی به خاک سپرده شد.

### دههٔ ۱۳۸۰: ازشب هزارویکُمتاوقتی همه خوابیمو هجرت

خانهٔ ایرج پارسی‌نژاد. از راست به چپ، ایستاده: بیضایی، ایرج افشار، جلال خالقی مطلق، محمّدرضا شفیعی کدکنی؛ نشسته: بهروز برومند، پرویز مشکاتیان، هوشنگ ابتهاج.

شب هزارویکُم را در پاییزِ ۱۳۸۲ در تالارِ چهارسوی تئاترِ شهرِ تهران اجرا کرد.
در تابستانِ سالِ ۱۳۸۴ نمایشِ مجلس شبیه؛ در ذکر مصایب استاد نوید ماکان و همسرش مهندس رُخشید فرزین را، دربارهٔ قتل‌های زنجیره‌ایِ دههٔ ۱۳۷۰ ایران، در سالنِ اصلیِ تئاترِ شهرِ تهران بر صحنه برد که استقبالِ چشمگیری دید، امّا اجرایش پس از بیست‌وچهار شب به اجبار متوقّف گردید و این نمایشنامه تا تابستانِ ۱۴۰۲ منتشر نشد (و همین انتشار هم در آمریکا ممکن شد).
روزِ ۵ دیِ ۱۳۸۵ جشنِ تولّدِ شصت‌وهشت‌سالگی بیضایی در شبی از شب‌های مجلّهٔ بخارا در تالارِ بتهوونِ خانهٔ هنرمندانِ ایران در تهران برگزار شد. جمعیتِ انبوهی سالن‌ها و راهروهای ساختمان را آکند و مراسم با تأخیر آغاز شد.
نمایشِ بعدیِ بیضایی اَفرا، یا روز می‌گذرد بود که در زمستانِ ۱۳۸۶ در تالارِ وحدتِ تهران به صحنه رفت و با موفقیت و استقبالِ کم‌نظیر تماشاکنان مواجه شد و شد واپسین نمایشش در ایران. افتتاحِ این نمایش چند شب پس از مرگِ اکبر رادی، که افتاد به سالگردِ تولّدِ بیضایی، بود؛ و این بیضایی را سخت منقلب کرده بود. او این نمایش را «پیشکش به پیشگاهِ اکبر رادی» کرد.
سالِ ۱۳۸۶ و ۱۳۸۷ وقتی همه خوابیم ساخته شد و در سالِ ۱۳۸۷ روی پرده رفت؛ ولی سالِ ۱۳۸۸ سهراب‌کُشی به جشنوارهٔ تئاترِ فجر نرسید.
سفرِ بی‌بازگشت

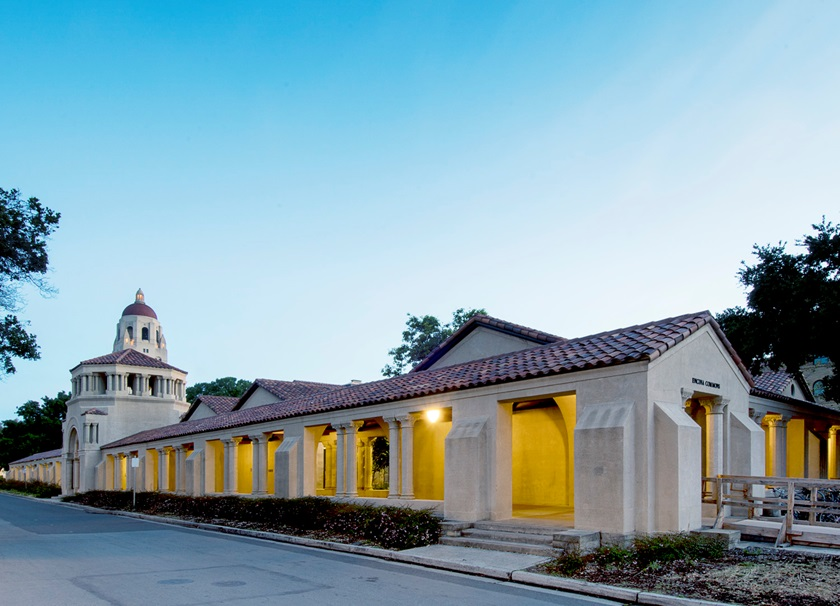
انسینا کمونز، مرکزِ برنامه‌های مطالعاتِ جهان (از جمله ایران‌شناسی) دانشگاهِ استنفورد از سالِ ۲۰۱۹ میلادی. از نیمهٔ سالِ ۱۳۸۹ بیضایی به دانشگاهِ استنفورد رفت و، پس از نزدیکِ سی سال، استادی در دانشگاه را از سر گرفت. از این زمان بسیاری در ایران خواستارِ بازگشت و فراهم شدنِ امکانِ کارش شدند. مثلاً علی نصیریان در گفتگویی گفت: «... بیضایی باید برگردد. چه کار می‌کند در استنفورد؟.. .» ولی بیضایی و دوستانش هر چه کوشیدند تا مگر بتوانند فیلمی در ایران بسازند، نشد؛ و او برنگشت. سپیده خسروجاه دربارهٔ حضورِ بیضایی در آمریکا گفته: «آقای بیضایی به جامعه ایرانی کالیفرنیا عمق فرهنگی بخشید.»

پس از فیلمِ وقتی همه خوابیم بیضایی کوشید تا تاراج‌نامه و سهراب‌کُشی را به نمایش درآورد، ولی نشد. پس از این کوشش‌های نافرجام، و پس از آزارهای فراوان، از زندگی تحتِ نظارتِ پلیسی تا تماس‌های تلفنیِ تهدیدآمیز و محرومیت‌های گوناگونِ اجتماعی برای خود و خانواده‌اش، بیضایی سفر را برگزید: اواخرِ مردادِ ۱۳۸۹ به اروپا و از آنجا به دعوتِ بخشِ ایران‌شناسیِ دانشکدهٔ انسانیّات و علومِ دانشگاهِ استنفورد همراهِ همسر و پسرش به ایالاتِ متّحدهٔ آمریکا رفت و در مرکزِ مطالعاتِ ایرانیِ این دانشگاه مشغولِ تدریس و تحقیق شد − به قولِ فریدون جیرانی، «مهاجرتی ناخواسته.»

### از نیمهٔ ۱۳۸۹: سال‌های آمریکا و نمایش در دانشگاه
پس از سال‌ها استادی در دانشگاه و غیر از دانشگاه و انبوهی پژوهشِ تاریخی منتشرشده و نشده در ایران، بیضایی دوّمین استادِ مدعوِ کرسیِ بیتا دریاباریِ برنامهٔ ایران‌شناسیِ دانشگاهِ استنفورد (پس از دیک دیویس) شد و یک‌ساله به آمریکا رفت؛ ولی به خواهشِ عبّاس میلانی، مدیرِ برنامهٔ ایران‌شناسیِ استنفورد، همان‌جا ماند و تدریس و تحقیق و نمایشِ نمایشنامه‌هایش را در سالیانِ بعد پی‌گرفت؛ و نمایش در ایران، سینما در ایران و هنرِ ایرانی در مهاجرت از درس‌هایی است که در این دانشگاه داده است. در این مدّت کوشش‌های دوستداران برای بازگرداندنش به ایران بی‌نتیجه ماند.
سالِ ۱۳۹۱ پژوهشِ مفصّلش دربارهٔ هزارویک شب را پس از چند سال انتظارِ پروانهٔ نشر چاپ کرد. هِزاراَفسان کجاست؟ پیش‌تر در ۱۳۸۴، چندی پس از نمایشِ شب هزارویکُم و اندکی پس از انتشارِ پارهٔ نخستش در همان سالِ ۱۳۸۳ که ریشه‌یابیِ درخت کهن نام داشت، نوشته شده بود و بنا بود به نمایشگاهِ بین‌المللیِ کتابِ تهران در اردیبهشتِ ۱۳۸۵ برسد، ولی انتشارش تا بهارِ ۱۳۹۱ پس‌افتاد.

. . . بیضایی هیچگاه آنقدر که استحقاقش را داشت، مورد حمایت قرار نگرفت.

مارتین اسکورسیزی، ۱۳۹۲ (ترجمه از انگلیسی)

کاش قدر او را می‌دانستیم! کاش قدر او را بدانیم!

محمّدرضا محقّق، ۱۳۹۸
بیضایی از سالِ ۱۳۹۱ نمایش‌هایی در آمریکا اجرا کرد. سایه‌بازیِ جانا و بلادور، که در تیرماهِ ۱۳۹۱ در مرکزِ اجتماعاتِ محلّیِ کابرلی به نمایش درآمد، نخستین از این نمایش‌هاست. زمستانِ این سال شبِ تولّدِ بیضایی با محمّدرضا شجریان دور از ایران سپری شد. پس از نمایشنامه‌خوانیِ آرش در سالِ بعد و گزارش ارداویراف در ۱۳۹۳ نمایشِ بعدیِ بیضایی طرب‌نامه بود که در سالِ ۱۳۹۵ در دو قسمت با فاصلهٔ چند ماه در کالجِ دی انزا بر صحنه رفت.
بیضایی در سالِ ۱۳۹۵ دکتریِ افتخاریِ دانشگاهِ سنت اندروز را به خاطرِ مشغلهٔ تمرینِ نمایشِ طرب‌نامه نپذیرفت؛ ولی سالِ بعد در سنت اندروز حاضر شد و در جشنی پس از نیمروزِ ۱ تیر از مینگیس کمبل افتخاراً دکتریِ عالیِ ادبیات گرفت. پس از مراسم نیز سمپوزیومی چندروزه در بررسیِ آثارش در همین دانشگاه برپا شد.
در زمستانِ ۱۳۹۶ تمرینِ نمایشِ چهارراه سرگرفت؛ که در نوروزِ ۱۳۹۷ در دانشگاهِ استنفورد به نمایش درآمد. در زمستانِ ۱۳۹۷ بیضایی تدارکِ نمایشِ جدیدی از نوشته‌های خود را آغاز کرد: داش آکُل به گُفته‌ی مرجان. ولی این نمایش به اجرا در نوروزِ ۱۳۹۹ نرسید؛ دستِ کم به خاطرِ تعطیلیِ دانشگاهِ استنفورد در دنیاگیریِ کووید ۱۹ در منطقهٔ خلیجِ سان فرانسیسکو.
۲۰ فروردینِ ۱۴۰۳، بیست روزی پس از آن که رئیسِ سازمانِ سینماییِ وزارتِ فرهنگ و ارشادِ اسلامی در شبکهٔ دوی تلویزیونِ جمهوریِ اسلامیِ ایران گفت که می‌خواهد بیضایی را برای فیلم ساختن به ایران فراخواند، عکس و خبری دربارهٔ «بیماری مهلکی» منتشر شد که بیضایی، به گفتهٔ بیش از سه ماه پیش‌ترِ حمید امجد، «پشتِ سر گذاشته». اوایلِ تابستانِ همین سال آکادمیِ علوم و هنرهای سینمایی بیضایی را به عضویتش دعوت کرد. و در پایانِ همین تابستان بود که بیضایی نیمهٔ نخستِ داش آکُل به گُفته‌ی مرجان را در برکلی به نمایش درآورد. همین سال به مناسبتِ سالگردِ تولّدِ بیضایی و مرگِ اکبر رادی شب نمایشنامه‌نویس در تهران برگزار شد. نیمهٔ دوّمِ داش آکُل به گُفته‌ی مرجان نیز مردادِ ۱۴۰۴ بر صحنه رفت.

## کارنامه
| "                                                                    | بیضائی همه‌فن‌حریف است: نویسندهٔ نمایشنامه و نمایش عروسکی، مقاله‌نویس، نویسندهٔ داستان، کارگردان تئاتر، همچنین منتقد سینمایی بوده و تجربهٔ سینما را در سال ۱۹۵۵ با ساختن فیلمی ۸میلیمتری آغاز کرده است. . . . هر بار و هدف هر چه باشد، این کلّ فرهنگ غنی اوست که به نمایش گذاشته می‌شود. | " |
| —رافائل بسان، حدودِ ۱۹۸۰ میلادی (ترجمهٔ احمد میرعلایی و انور میرعلایی) | |   |

کارهای بیضایی را می‌شود به تفکیکِ شیوه چند دسته کرد. اینجا کارنامهٔ بیضایی به پنج بخشِ فیلم و نمایش و کتاب و سخنرانی و بایگانیِ دست‌نوشته‌ها و یادگارها به اضافهٔ فهرستی از کارهای ناتمامش بخش شده است.

### دست‌نوشته‌ها و متعلّقات
بخشِ اصلیِ مجموعهٔ خصوصیِ بیضایی (از دست‌نوشته و فیلم و عکس و کتاب و سند و غیره)، منهای هر چه که طی ده‌ها سال از آن گم و پراکنده یا بخشیده شده، به هیچ کتابخانه یا موزه‌ای سپرده نشده و نزدِ خودش می‌باشد. دست‌نوشته‌هایی نمایشی از دورانِ نوجوانیش، چنان‌که عبدالمجید ارفعی به سالِ ۱۳۹۸ گفته، از همان زمان نزدِ ارفعی بوده است. دست‌نوشتهٔ بعضِ فیلم‌نامه‌ها و نمایشنامه‌هایش نیز، گاه اصل و گاه کُپی، نزدِ بازیگرانی هست؛ از جمله فیلم‌نامهٔ مسافران به خطِّ نویسنده که در مجموعهٔ خصوصیِ حسن پورشیرازی است. دستخطِ سپاسِ بیضایی از حمید امجد و محمّد رضایی راد برای کمک در انتشارِ هِزاراَفسان کجاست؟ و دستخطِ امضا و اهدای کتاب‌هایش به کسانِ گوناگون، از اکبر رادی و منوچهر فرید و شبنم فرشادجو و دیگران، نزدِ ایشان یا بازماندگانشان بوده است. دستخطِ «آن مرد» در پاییزِ ۱۳۹۸ در خانه-موزهٔ بتهوونِ تهران به نمایش گذاشته شد. پیش از آن نیز در پاییزِ ۱۳۸۷ دو دفترچه از دست‌نوشته‌های منتشرنشدهٔ بیضایی از دههٔ ۱۳۳۰ در سالنِ شمارهٔ سهٔ موزهٔ سینمای ایران به نمایش درآمده بود.
منشآتِ اداریِ بیضایی در بایگانی‌های سازمان‌هایی که درش کار می‌کرده، از دانشگاهِ تهران و غیره، بوده است. از بعضی از این نوشته‌ها خبرهایی هست؛ مثلاً تشویق‌نامه و درخواستِ بورسیه‌اش برای بهروز غریب‌پور.

## بازیگران و همکارانِ بیضایی

### گروهِ لیسار
در جریانِ فیلم‌برداریِ چریکه‌ی تارا در ۱۳۵۷ بیضایی و همکارانش در قلعهٔ لیسار گروهی را بنیان گذاردند که نامش تا دههٔ ۱۳۸۰ بر گروه‌های فیلم‌سازی و نمایشیِ بیضایی ماند: گروهِ لیسار.

## سبک و مایگان

### در تاریخ‌نگاری و افسانه‌شناسی: قدرت و عَرَض
بهرام بیضایی، در این کار سهم بزرگ و باارزشی دارد . . . جمع‌آوری اطلاعات دقیق در مورد سابقه‌های تاریخی و تحلیل ارزشهای نمایشنامه‌های عامیانه، کاری است که او انجام داده . . . حتی در میان مستشرقین هم کس کاری باین جامعی و درستی انجام نداده . . . کار بیضائی فقط یادکردن از این نمایش‌ها نبوده، بلکه با یک تحلیلی که لازمه‌ی کار تاریخ‌نویسی است، توأم بوده است . . . بیضایی جزو اولین کسانی است که بطور جدی مسایل نمایشنامه‌های عامیانه را شکافت، ریشه‌یابی کرد و شناساند.

پرویز صیّاد، ۱۳۵۲
بیضایی نویسندهٔ مهم‌ترین کتابِ تاریخِ نمایشِ ایرانی است. نمایش در ایران، پیش از کتاب شدن در سالِ ۱۳۴۴، سلسله‌ای از چهارده مقاله بود که به سال‌های ۱۳۴۱ و ۱۳۴۲ در مجلّه موسیقی چاپ شد. این پژوهش را بیضایی پس از آن نوشت که امکان نیافت در دورهٔ لیسانسِ ادبیاتِ فارسیِ دانشگاهِ تهران به نمایش در ایران بپردازد و بیش از یک سال در دانشگاه نماند. پس خود پژوهش‌هایش را پی‌گرفت و مقالات را منتشر کرد و پس کتابش کرد. غیر از نمایش در ایران، نمایش در ژاپن (۱۳۴۳) و نمایش در چین (۱۳۴۹) را نیز نوشت، و نیز جزوه‌ای در نمایشِ هندی و مقالاتِ فراوان و سرانجام ریشه‌یابیِ درخت کهن (۱۳۸۳) و هِزاراَفسان کجاست؟ (۱۳۹۱). ولی برجسته‌ترین کارِ تاریخ‌نویسیِ او نمایش در ایران بوده است. در این کتاب بیضایی نمایش‌های کهن ایرانی را طبقه‌بندی کرده و از کهن‌ترین روزگاران تا حوالیِ جنبشِ مشروطه‌خواهی به اجمال برمی‌رسد. بیضایی قدرت را از سیرِ دگرگونیِ نمایشِ ایرانی منفک نمی‌کند. پس از نمایش در ایران کتاب‌های فراوانی در تاریخِ نمایشِ نو و کهنِ ایرانی نوشته شد که اغلب از این کتاب ملهم شده بود.
پژوهشِ چشمگیرِ دیگرِ بیضایی به صورتِ کتاب‌های ریشه‌یابیِ درخت کهن (۱۳۸۳) و هِزاراَفسان کجاست؟ (۱۳۹۱) منتشر شد. اینجا بیضایی به تبارِ داستانِ اژدهاکُشی در فرهنگِ هندوایرانی پرداخت.

### در نمایش: بازاَندیشیِ گذشته
بگذار در مقام یک شاهد عادل مرجع ملّی دستی به فتوا بلند کنم چنین؛ قسم به نام او (که تویی)، و نامت حجّت است بر تآتر ایران، و تویی در آستانهٔ این سالگرد خجسته، قلمدار صحنه‌های ما که از برجستگان درام جهان کسری نداری و چیزی هم سری.

اکبر رادی، ۱۳۸۶
«فلسفی و اجتماعی» اوصافِ مضامینِ نمایشنامه‌های بیضایی از نظرِ نویسندگانِ فرهنگ ادبیّات فارسی بوده است. وی از معدود هنرمندان ایرانی است که هم در صحنهٔ نمایش کارنامه‌ای درخشان دارد و هم در سینما. در عین حال به پژوهش در نمایش هم علاقه داشته و در سال‌های دههٔ ۱۳۴۰ کتاب‌هایی دربارهٔ نمایش در چین و ژاپن و ایران منتشر کرده که منبعِ درسیِ دانشجویانِ نمایش به‌شمار می‌رود. علی‌اصغر گرمسیری از تحقیقاتِ بیضایی در تئاترِ معاصر هم خبر داده است.
بیضایی در نمایش از صحنه‌پردازی به نفعِ بازی کاست، به‌طوری‌که در بهترین کارهایش صحنه خالی است با سکّویی گِرد و بس. این عنصر را از نقّالی و تعزیه وام گرفت، که در برخی کارهای غربی هم رایج می‌شد. این بازاَندیشیِ صوری تا بازاَندیشیِ مفهومی تاریخ نیز گسترش یافت و نمایش‌های تاریخیِ بیضایی با زمانه‌ستیزی و بیزاری از گذشته دست به بازسازی بخش‌های محذوفِ تاریخ زد.
در سال‌هایی که بیضایی از صحنه به دور ماند و امکانِ فیلم‌سازی نداشت، به نوشتن نمایشنامه و فیلم‌نامه و پژوهش مشغول بود که برخی به وسیلهٔ انتشاراتِ روشنگران و مطالعات زنان منتشر شده‌اند. بعضِ نمایشنامه‌های مهمّش عبارتند از مرگ یزدگرد، فتحنامه‌ی کلات و سهراب‌کُشی. نوشته‌های وی از جهتِ زبان مورد توجه است، مثلاً در برخوانی آرش هیچ واژهٔ عربی به کار نبرده است.
اجراهای صحنه‌ای او اغلب از نمایش‌های پربیننده بوده.

### در سینما: میزانسن و تدوین
او استاد است . . .

امیر نادری، ۱۳۶۴

او استاد بزرگی است.

سهراب شهید ثالث، ۲۶ دیِ ۱۳۷۶
بیضایی اغلب برای ساختنِ فیلم‌هایش با مشکلاتِ فراوان، اغلب مربوط به نوعی از سانسور، روبه‌رو بوده است. او جز کارگردانی، تدوین، ساختِ عنوان‌بندی و تهیه‌کنندگی را نیز در سینما آزموده است.
در ابتدای دههٔ ۱۳۵۰ بود که بیضایی به سینما روی آورد و محمود دولت‌آبادی در این باره گفته است: «بیضایی زمانیکه دیگر نتوانست تئاتر روی صحنه ببرد، سراغ سینما رفت.» در این دهه بیضایی، پس از ساخت دو فیلم کوتاه، فیلم رگبار را جلوی دوربین برد که با قیصرِ مسعود کیمیایی و گاوِ داریوش مهرجویی در زمرهٔ آثار سینمای موجِ نو ایران قرار گرفتند.
بیضایی همچنین پیشرو نگاهِ نوینی به زن از جمله در سینما شناخته شده و نگرش او به زن در سینما موضوعِ پژوهش‌هایی بوده است. از نخستین کتاب‌ها در این باره سیمای زن در آثار بهرام بیضایی کارِ شهلا لاهیجی بوده است. با این همه، بوده‌اند کسانی هم که این مطلب را قبول نداشته‌اند؛ مانندِ شیرین بزرگمهر.

## عقیده
بهرام بیضایی بهائی‌زاده‌ای است که به این مذهب نگرویده است.

## یادمان‌ها و شمایلِ فرهنگی
. . . یکی از معلمان بزرگ قرن ما به شمار می‌آید . . .

شهلا لاهیجی، ۱۳۹۹

در مروری بر کارنامه‌ی بلند و . . . پُرحاصل بهرام بیضایی در قالب‌های چندگانه . . . نام آن کتاب را یکی از عبارت‌های مناسب برای توصیف شمایل فرهنگی او و به نوعی معرف دستاوردهای فکری و عملی‌اش می‌یابم: «نمایشنامه‌نویس به منزله‌ی اندیشمند» . . .

حمید امجد، ۱۴۰۱
«بهرام بیضایی همیشه شمایل فرهیختگی و دانایی بوده است.» برخی آثار نمایشی و تجسّمی بیضایی را به صورت‌های گوناگون بازنموده‌اند. تا سالِ ۱۴۰۴، جز در شابلونِ چهرهٔ هنرمندانِ نمایش در ایستگاهِ متروی تئاترِ شهرِ تهران، شمایلِ چشمگیری از بیضایی در معابرِ عمومی نبوده است. مرتضی فرشباف نیز در دههٔ ۱۳۹۰ فیلمی تاریخی به نامِ سهراب شهید ثالث در دستِ ساخت داشته که یکی از نقش‌هایش شخصیتِ جوانیِ بیضایی بوده است. ولی نخستین شمایلِ چشمگیرِ بیضایی در سریالِ تاسیان (۱۴۰۳) به تصویر کشیده شد: در حالِ سخنرانیِ «در موقعیت تئاتر و سینما».
در بعضی از آثارِ خودِ بیضایی نیز به خودش اشاره شده است، مثلاً در نمایشنامهٔ مجلس شبیه؛ در ذکر مصایب استاد نوید ماکان و همسرش مهندس رُخشید فرزین.
جشنوارهٔ تئاترِ تجربه نیز جایزهٔ پژوهشیِ خود را به نامِ بیضایی نامیده است.

## جایزه‌ها

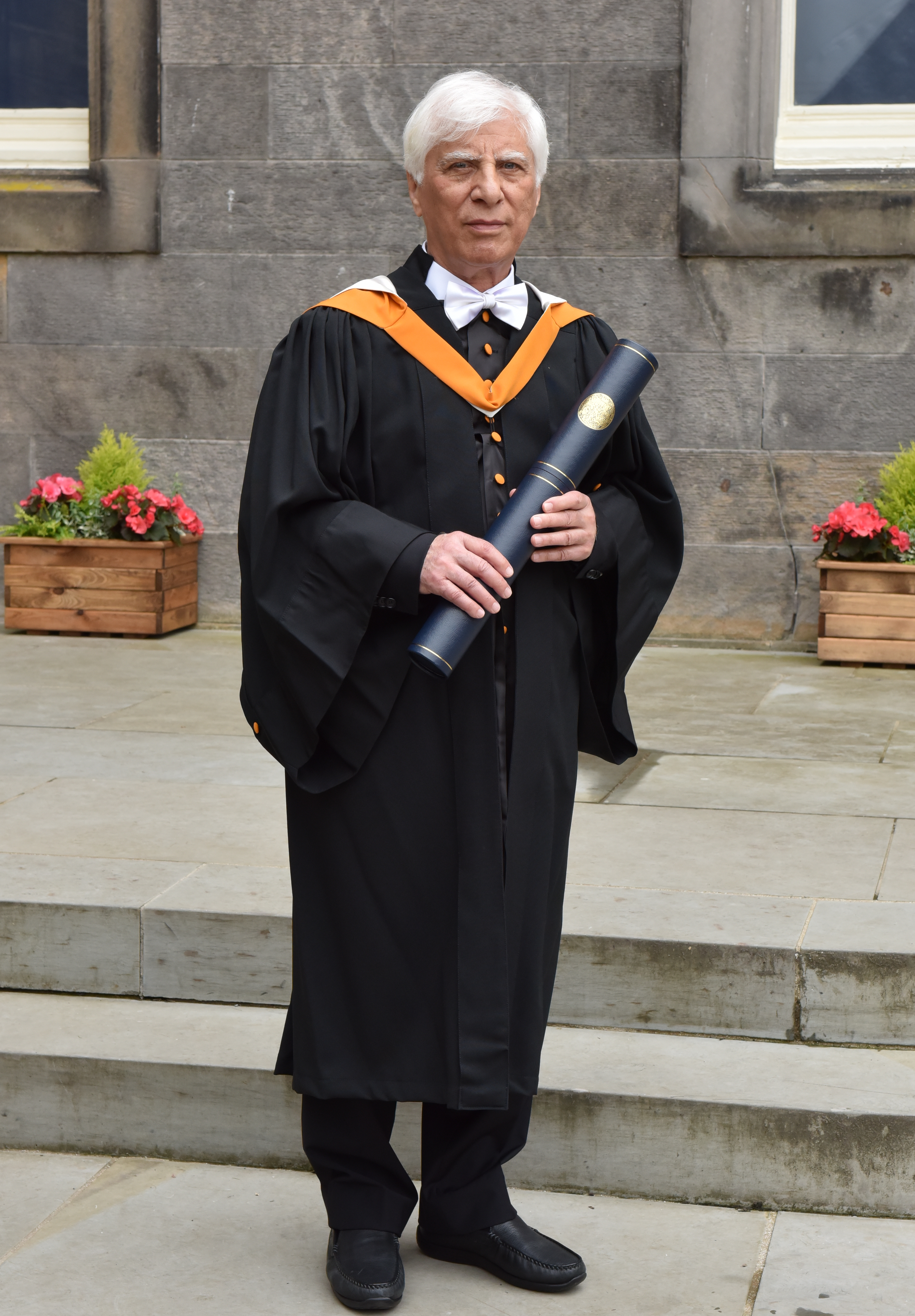
بیضایی با جبّهٔ سیاه و باشلقِ زردِ دکتریِ عالیِ افتخاریِ ادبیاتِ دانشگاهِ سنت اندروز، اسکاتلند، عصرِ ۱ تیرِ ۱۳۹۶، پس از جشن در تالارِ یانگر

بیشترِ جایزه‌های بیضایی در موزهٔ سینمای ایران نگهداری می‌شود.

### توضیحات
1. ↑  مثلاً میهن بهرامی (نقد فیلم و نمایش، ۱۴۰۳، ص. ۴۲۵)
2. ↑  مثلاً سالِ ۱۳۵۰ بود که گروهی فرانسوی به کارگردانیِ ایو گاسک ریش‌تراش اشبیلیهٔ پیر بومارشه را در تالارِ فردوسیِ دانشکدهٔ ادبیاتِ دانشگاهِ تهران بر صحنه برد. (شعاعی، حمید (۲۵۳۵ شاهنشاهی). نمایشنامه و فیلم‌نامه در ایران. تهران: نویسنده. ص. ۱۷۸. تاریخ وارد شده در |سال= را بررسی کنید (کمک))
3. ↑  مثلاً سخنرانیِ ۱۸ شهریورِ ۱۳۴۳ خمینی در مسجدِ اعظمِ قم (صحیفهٔ امام، جلدِ ۱، صفحهٔ ۳۹۳) را می‌شود سنجید با سخنرانیِ همو در ۱۶ تیرِ ۱۳۵۸ (همان‌جا، ج. ۸، ص. ۴۹۶) و با سخنرانیِ همو در ۱۷ آبانِ ۱۳۶۲ (همان‌جا، ج. ۱۸، ص. ۲۱۶) و با گفتارِ همو در ۱۷ دیِ ۱۳۶۲ (همان‌جا، ج. ۱۸، ص. ۲۸۷) و با پیامِ همو در ۲۲ بهمنِ ۱۳۶۳ (همان‌جا، ج. ۱۹، ص. ۱۵۹).
4. ↑  به دعوتِ ایرج پارسی‌نژاد
5. ↑  The Playwright as Thinker از اریک بنتلی

### ارجاعات
1. ↑  نیلوفر بیضایی: مادر ارسلان یزدانی شهروند بهایی در حبس احضار شد / ۱۲ مهرِ ۱۴۰۰
2. ↑  نیلوفر بیضایی: مادر ارسلان یزدانی شهروند بهایی در حبس احضار شد / ۱۲ مهرِ ۱۴۰۰
3. ↑  اندیشه پویا (۹۴). دی و بهمن ۱۴۰۳. ص. ۱۰۹.
4. ↑  «بهرام بیضایی در جشنواره سینمای ایران در دانشگاه لس آنجلس». BBC News فارسی. ۲۰۱۳-۰۴-۱۷. دریافت‌شده در ۲۰۲۴-۰۲-۱۵.
5. ↑  Encyclopaedia Iranica. "Drama". M. R. Ghanoonparvar. بایگانی‌شده  در ۱۷ مه ۲۰۱۷ توسط Wayback Machine
6. ↑  نوری علا، «جمعه‌گردی‌های اسماعیل نوری علا»، ۸۲۰.
7. ↑  نوری علا، پرتو (۱۴۰۰). یگانگی ذهن و زبان: مجموعهٔ گفتگوها با پرتو نوری علا. آفتاب. ص. ۲۸. شابک ۹۷۸-۱-۴۷۱۷-۳۲۹۵-۹.
8. ↑  «خبرگزاری ایلنا. ۱۳۹۵». بایگانی‌شده از روی نسخه اصلی در ۱۱ اوت ۲۰۱۷. دریافت‌شده در ۳ آوریل ۲۰۱۷.
9. ↑  «خبرگزاری ایبنا. ۱۳۹۱». بایگانی‌شده از روی نسخه اصلی در ۵ دسامبر ۲۰۱۶. دریافت‌شده در ۳ آوریل ۲۰۱۷.
10. ↑  جعفری‌نژاد، «از «گاو» تا «گوزن‌ها»، از «ریوبراوو» تا «سرگیجه»»، ۱۰−۱۱.
11. ↑  دنیای تصویر، شمارهٔ ۷۴, November 1999, ISSN 1023-2613
12. ↑  آشفته، «باید از بهرام بیضایی گذر کرد»، ۲۰.
13. ↑  سرکوهی، «یاس و داس»، ۴۹.
14. ↑  Kapuscinski، Modern Persian Drama، 384.
15. ↑  رضایی راد، «اَدَبیّاتِ نَمایشی»، ۵۹۶.
16. ↑  امجد، «در چند و چونِ معاصر بودن»، ۱۴۹.
17. 1 2  ثابتی، عرفان (۲۰۱۹-۰۹-۱۵). «تبعیض علیه بهائیان، ضربه‌ای به پیکر ایران». دریافت‌شده در ۲۰۱۹-۱۱-۳۰.
18. ↑  "نعمت‌الله ذکایی بیضایی – اطلس اقلیت‌های دینی ایران". Retrieved 2024-04-30.
19. ↑  صلاحی، «تاریخ شفاهی ادبیات معاصر ایران: عمران صلاحی»، ۷۵.
20. ↑  بیضائی، «چهل‌وهشت تن از شعرای معاصر»، ۳۴.
21. ↑  شمسایی، «تولدت مبارک بهرامْ پسر»، ۱۴.
22. ↑  عبدی، «غریبهٔ بزرگ»، ۱۵–۱۳.
23. ↑  سلمانی آرانی، حبیب‌الله (۱۳۷۷). نگاهی به آران و بیدگل. انجمن اهل قلم آران و بیدگل. شابک ۹۶۴-۳۳۰-۱۸۳-۴.
24. ↑  «بهرام بیضایی سانسور نمایشش را تکذیب کرد». فردا. ۲ بهمن ۱۳۸۶. بایگانی‌شده از اصلی در ۴ مارس ۲۰۱۶. دریافت‌شده در ۱۷ سپتامبر ۲۰۱۹.
25. ↑  آشوری، داریوش (دی ۱۳۷۱). «تاریخ، رویا، کابوس: نگاهی به «ناصرالدین شاه، آکتور سینما»». کِلک (۳۴): ۱۳۴–۱۳۵.
26. ↑  پارسی‌نژاد، «یادها و دیدارها»، ۲۸۰.
27. ↑  بلوکباشی و  محمّدی، «نمی‌دانم کِی آرام خواهیم گرفت»، ۲۶.
28. ↑  جدال با جهل (مصاحبه با نوشابه امیری، نشر ثالث، چاپ پنجم ۱۳۹۷، ص۲۵).
29. ↑  کاتوزیان، ««غرب‌زدگی» خرده‌بورژوازی و پرولتاریای وارداتی نبود»، ۱۰.
30. ↑  حاج سید جوادی، «بررسی و تحقیق در ادبیات معاصر ایران»، ۱۲۳.
31. ↑  سخنرانی در شبِ غزلِ اجتماعیِ معاصرِ ایران، در خانهٔ اندیشمندانِ علومِ انسانی، تهران
32. ↑  اسلامی ندوشن، محمدعلی (زمستان ۱۳۶۸). «چند نکتهٔ گفتنی و ناگفتنی دربارهٔ ادب معاصر ایران». مجلّهٔ ایران‌شناسی (۴): ۶۴۹–۶۷۴.
33. ↑  سپانلو، محمدعلی (۱۳۷۹). تعلّق و تماشا. تهران: نشر قطره. ص. ۳۱۷. شابک ۹۶۴-۳۴۱-۰۷۸-۱.
34. ↑  Y.-S. (Yar-Shater)، E. (Ehsan) (۲۰۰۲). «Persia».  در Gassner، John؛ Quinn، Edward. The Reader’s Encyclopedia of World Drama. Mineola, New York: Dover Publications, Inc. صص. ۶۵۱–۶۵۲. شابک ۰-۴۸۶-۴۲۰۶۴-۷.
35. ↑  دادور، «الفبای تئاتر»، ۲۷۰.
36. ↑  دادور، «الفبای تئاتر»، ۲۷۰.
37. ↑  فُرسی، «من‌ات به دنبال»، ۷۳.
38. ↑  https://data.bnf.fr/fr/39466985/romeo_e_giulietta_spectacle_1965/
39. ↑  جعفری، «گروه هنر ملی»، ۵۰۴.
40. ↑  جعفری، «گروه هنر ملی»، ۵۱۲.
41. ↑  اسماعیل‌پور، «آوانگارد»، ۱۵.
42. ↑  کوبان، «آن درخت برومند»، ۶۸.
43. ↑  طالبی، فرامرز (مهر ۱۳۸۹). «سال‌شمار زنده‌گی و آثار اکبر رادی». آزما (۷۳): ۹.
44. ↑  بیضایی، بهرام (اسفند ۱۳۹۴). «روشنفکر تمام‌وقت». اندیشه پویا (۳۳): ۱۱۴–۱۱۵.
45. ↑  مجلّهٔ بخارا (۹۵ و ۹۶، پاییزِ ۱۳۹۲)
46. ↑  بیضائی، بهرام؛ نیک آذر، احمد (۳ تیر ۲۵۳۷ شاهنشاهی). «با «کلیشه»های متداول به جنگ «کلیشه»سازی رفتم . .». رستاخیز جوانان (۱۴۷): ۳۶. تاریخ وارد شده در |تاریخ= را بررسی کنید (کمک)
47. ↑  طاهری و  فرزاد، «گفتگویی با باربد طاهری»، ۹.
48. ↑  طاهری و  جویانی، «گفتگو با باربد طاهری»، ۷۴.
49. ↑  جاهد، «بیضایی: «رگبار» شعار سیاسی نمی‌دهد»، ۱۴.
50. ↑  −، «سینماگران پیشرو ایران»، ۵۵.
51. ↑  − (۱۹ تیر ۱۳۵۲). «اگر موفق نشدیم بوتیک بازمیکنیم!». اطّلاعات (۱۴۱۴۷): ۷.
52. ↑  شعاعی، حمید (۱۳۵۴). فرهنگ سینمای ایران. تهران: شرکت تعاونی تهیه و توزیع ناشران و کتابفروشان. ص. ۳۸۰.
53. ↑  تسلیمی و  عبدی، «سوسن تسلیمی»، ۱۲۱.
54. ↑  فیاضی، «ما در عصر غول‌ها درس خواندیم»، ۳۴.
55. ↑  ا.، «چکیده‌ای از زندگی و کارنامه‌ی بهرام بیضایی»، ۸.
56. ↑  رادی، اکبر (۱۳۹۵).  عنقا، حمیده بانو، ویراستار. نامه‌های اکبر رادی. تهران: نشانه. ص. ۱۹. شابک ۹۷۸-۶۰۰-۷۶۹۳-۲۲-۳.
57. ↑  میرعابدینی، «گُلْشیری، هوشَنْگ»، ۴۳۹.
58. ↑  شهبازی، کاظم؛ کیان‌افراز، اعظم (۱۳۸۷). از ۱۳۴۲ تا ۱۳۵۷. تهران: انتشارات افراز. ص. ۳۲۳. شابک ۹۷۸-۹۶۴-۲۸۳۷-۳۲-۸.
59. ↑  کیانیان، «شعبده بازیگری»، ۲۳۳.
60. ↑  بزرگیان، علی (۱۴۰۳). شاهرخ مسکوب. تهران: مان کتاب. ص. ۹۹. شابک ۹۷۸۶۲۲۶۷۳۱۹۴۲.
61. ↑  ترقی، فانی و  دهباشی، «گفتگو با گلی ترقی»، ۴۱.
62. ↑  احیاء، «گلشیری و تآتر»، ۱۷۱.
63. ↑  جهانبگلو، رامین (ویراستار). ایران و مدرنیته. تهران: گفتار. ۱۳۷۹. ص. ۱۹۶.
64. ↑  شیخی، پیمان. خاطره‌بازی پیشکسوتان تئاتر. جلد ۲. صفحهٔ ۹۶.
65. ↑  شاه محمدلو و  کیانیان، «حکایت سال‌های کودکی»، ۶۹.
66. ↑  بابک و  کیانیان، «کودکی که کودک ماند»، ۸۵.
67. ↑  پرورش، «خاطره‌ها و نوشته‌های دیگر»، ۸۸.
68. ↑  اسماعیلی، «چهره در چهره»، ۵۱.
69. ↑  فیاضی و  کیانیان، «دلی که به درد آمده است»، ۴۶.
70. ↑  صادقی و  کیانیان، «ماندگاری در تئاتر کودک»، ۶۴.
71. ↑  پرویز پورحسینی. به کوششِ منصور خلج. تهران. ۱۳۹۹.
72. ↑  حسینی مهر، «تئاتر در ایران از کودتا تا انقلاب»، ۳۸۶.
73. ↑  غریب‌پور، «بیضایی تخت جمشید است»، ۱۲.
74. ↑  ibna.ir/x4FL5
75. ↑  بهرامی و  مسیح گل، «گلشیری گفت: «مزخرفه» فهمیدم هیچ نمی‌دانم»، ۷.
76. ↑  −، «بر و بچه‌های ساعت خوش در کنار خالق سگ‌کشی»، سینماروزان.
77. ↑  قوکاسیان، «نقشِ آبیِ سیمین»، ۱۶۶.
78. ↑  ایزدی و  اکبرلو، «چهل سال نمایش»، ۲:‎ ۱۴۸.
79. ↑  عظیمی فرد، «ثبت علمی فرهنگ مردم؛ دستاورد سید ابوالقاسم انجوی شیرازی»، ۱۷۴.
80. ↑  خسروپناه، «شب‌های نویسندگان و شاعران ایران»، ۱۰۶–۱۰۷.
81. ↑  روزنامهٔ کیهان، ۸ اردیبهشت ۱۳۵۸، ص. ۸
82. ↑  حقوقی، «ادبیات امروز ایران»، ۱:‎ ۴۰.
83. ↑  «بهرام بیضایی در دانشگاه تهران؛ از سال ۱۳۶۰ اجازه تدریس ندارم». روزنامه اعتماد. ۲۲ اسفند ۱۳۸۷. بایگانی‌شده از اصلی در ۱۴ مارس ۲۰۰۹. دریافت‌شده در ۱۲ مارس ۲۰۰۹.
84. ↑  «بهرام بیضایی در جدال با جهل». بایگانی‌شده از اصلی در ۱۲ ژانویه ۲۰۱۲. دریافت‌شده در ۲۱ ژوئن ۲۰۱۱.
85. ↑  تندرو صالح، «گفتمان سکوت»، ۳۳۲.
86. ↑  سمندریان و  ماهیان، «این صحنه خانه‌ی من است»، ۳۲۱.
87. ↑  عبدی، «غریبهٔ بزرگ»، ۴۹–۴۸.
88. ↑  بیضایی، «سالشمار زندگی و آثار بهرام بیضایی»، ۲۳.
89. ↑  عبدی، «غریبهٔ بزرگ»، ۴۹.
90. ↑  (پادکست) ابدیت و یک روز؛ شماره هشتادوهفت
91. ↑  عبدی، «غریبهٔ بزرگ»، ۴۹.
92. ↑  صفاریان، ناصر. مردی که شبیه شعر خود نیست. ص. ۱۷۸.
93. ↑  «بیضایی و عشق به دو همسر». سینماروزان{ژورنال سینمای ایران}. ۲۶ اکتبر ۲۰۲۰.
94. ↑  بیضایی، «سالشمار زندگی و آثار بهرام بیضایی»، ۲۳.
95. ↑  کاشیگر، «در آستانه‌ی هزاره‌ی سوم»، ۷.
96. ↑  میر کتولی، «بهرام بیضایی و هشت خوان گلرخ»، ۴۰.
97. ↑  آغداشلو، عبداللهی و  عبدی، «از پیدا و پنهان»، ۲۰۷.
98. ↑  مؤمنی، «در خلوت دوست»، ۲۱۹.
99. ↑  حقوقی، «ادبیات امروز ایران»، ۱:‎ ۴۰–۴۱.
100. ↑  عشقی، «با شلاق عشق در مقابل یک درام‌نویس شریف»، ۱۶۲.
101. 1 2  قوکاسیان، «مقدّمه»، ۲۱.
102. ↑  بیضایی و دیگران، «موزاییک استعاره‌ها»، ۵۲.
103. ↑  بخارا، شمارهٔ ۵۷
104. ↑  تسلیمی، شورش (۱۰ دی ۱۴۰۱). «تولد بیضایی، درگذشت رادی، دعوت به خرد». اعتماد (۵۳۸۹): ۷.
105. ↑  عنقا و  حسینی، «آقای نمایش‌نامه‌نویس از نمای نزدیک»، ۲۶.
106. ↑  برنوشتِ اَفرا
107. ↑  «بیضایی و چرمشیر از شرکت در جشنواره تئاتر فجر انصراف دادند». دریافت‌شده در ۲۹ مهر ۱۳۸۸.
108. ↑  نصیریان و  برآبادی، «سینما وضع خوشی ندارد!»، ۴۵.
109. ↑  خسروجاه و  غفاری، «بهرام بیضایی به جامعه ایرانی کالیفرنیا عمق فرهنگی بخشید / نمایشنامه «مرغ سحر» را از شجریان وام گرفتم / روایت سپیده خسروجاه از درام‌نویسی تا فعالیت تئاتری در آمریکا»، هنرآنلاین.
110. ↑  −، «بهرام بیضایی ۳ کتاب تازه منتشر می‌کند»، ۷.
111. ↑  کیانی، «مظنونین همیشگی».
112. ↑  "بهرام بیضایی و کرسیِ بیتا دریاباری".
113. ↑  «شخصیت نگار - بهرام بیضایی». بایگانی‌شده از اصلی در ۲۹ ژوئیه ۲۰۱۶. دریافت‌شده در ۱۷ سپتامبر ۲۰۱۹.
114. ↑  −، «ستایش اسکورسیزی از بیضایی»، ۱۶.
115. ↑  محقق، «بهرام بیضایی؛ کاریزمای اندیشه و فرم»، ۹۶.
116. ↑  «محمدرضا شجریان در جشن تولد بیضایی + عکس». افکارنیوز. بایگانی‌شده از اصلی در ۲۱ آوریل ۲۰۱۷. دریافت‌شده در ۱۱ شهریور ۱۳۹۵.
117. ↑  میلانی، «دربارهٔ تجدد، سیاست، فرهنگ»، ۱۶۹.
118. ↑  −، «دکترای افتخاری ادبیات دانشگاه «سنت اندروز» اسکاتلند به استاد بهرام بیضایی»، ۳.
119. ↑  طالبی‌نژاد، «بیضایی فرهنگ ایران است»، ۴.
120. ↑  https://www.ilna.ir/fa/tiny/news-1466666
121. ↑  امجد، «برای او که جوان می‌ماند»، ۳۶.
122. ↑  − (۷ تیر ۱۴۰۳). «دعوت آکادمی اسکار از بهرام بیضایی». آرمان ملّی (۱۸۶۱): ۵.
123. ↑  قوکاسیان، «مجموعهٔ مقالات در نقد و معرفی آثار بهرام بیضایی»، ۱۱۵.
124. ↑  ارفعی و  شهبازی، «عاشق نبودم سراغ گل‌نبشته‌ها نمی‌رفتم»، ۱۵.
125. ↑  پورشیرازی، «فراتر از تفاهم»، ۱۱۳.
126. ↑  http://khabaronline.ir/news/1628284
127. ↑  −، «نمایش دست‌نوشته‌های بهرام بیضایی در موزه سینما»، ۱۶.
128. ↑  فنائیان، «هنر نمایش در ایران (تا سال ۱۳۵۷)»، ۱۹۶.
129. ↑  بیضایی، «سالشمار زندگی و آثار بهرام بیضایی»، ۲۰–۲۱.
130. ↑  صیاد و  −، «سینماگران ما خانواده‌ها را از سینما گریزانده‌اند»، ۱۶.
131. ↑  رادی، «تو آن درخت روشنی»، ۲۰.
132. ↑  شریفی، «بِیضائی، بهرام»، ۴۰۱.
133. ↑  «دریای هنر بی‌انتهاست». فیلم. شمارهٔ ۸۵. بهمنِ ۱۳۶۸.
134. ↑  نادری، گلمکانی و  مهرابی، «همهٔ ذرات فضا در فیلم من تاثیر می‌گذارد»، ۱۸.
135. ↑  شهید ثالث، «آخرین گفتگو با سهراب شهید ثالث دربارهٔ یک اتفاق ساده»، ۴۴۶.
136. ↑  اکرمی، «قیچی‌های تیز در دست‌های کور»، ۴۷۰.
137. ↑  «عشق و سکس در سینمای ایران». بایگانی‌شده از روی نسخه اصلی در ۲۲ فوریه ۲۰۱۸. دریافت‌شده در ۱۷ سپتامبر ۲۰۱۹.
138. ↑  بزرگمهر و  آشفته، «زنان در تئاتر نقش قهرمانان را بازی نمی‌کنند»، هنرآنلاین.
139. ↑  «۴۰ کتاب از کارگردان بهایی در نمایشگاه کتاب». ehavadar. بایگانی‌شده از اصلی در ۸ آوریل ۲۰۲۳.
140. ↑  «بیضایی و عقاید فرقه‌ای؛ دانشی که برای ساختن یک جهان وهمی در سینما، تئاتر یا متون نمایشی به کار آمده است». cinemapress.news.
141. ↑  «بهرام بیضایی؛ استعاری‌ترین سینماگر متنفر از سیاست». radiofarda.
142. ↑  «روایت بهرام بیضایی از سوختن نگاتیو فیلم‌ها در شورآباد». khabar.us.news. بایگانی‌شده از اصلی در ۱۳ ژانویه ۲۰۲۱.
143. ↑  لاهیجی، «بهرام بیضایی معلم ماندگار قرن ما است»، ۲۰.
144. ↑  امجد، «نمایشنامه‌نویس به منزله‌ی اندیشمند»، ۸۰.
145. ↑  سلماسی، «خداحافظی طولانی»، ۱۸.
146. ↑  isna.ir/xdPzfq